# Renato Portaluppi
Renato Portaluppi, noto in Brasile come Renato Gaúcho (Guaporé, 22 gennaio 1962), è un allenatore di calcio ed ex calciatore brasiliano, di ruolo attaccante, tecnico del Fluminense.
È l'unico brasiliano ad aver vinto la Coppa Libertadores sia come giocatore che come allenatore (in entrambi i casi con il Grêmio).

## Carriera

### Giocatore

#### Club

##### Primo periodo in Brasile
Dodicesimo e penultimo figlio della famiglia Portaluppi, originaria del Rio Grande do Sul, cominciò la carriera nel Grêmio di Porto Alegre, con cui nel 1983 vinse la Coppa Libertadores e la Coppa Intercontinentale. Nella finale dell'Intercontinentale contro l'Amburgo segnò la doppietta che consentì al Grêmio di vincere per 2-1, venendo nominato miglior giocatore della gara.
Nel 1986 si trasferì al Flamengo.

##### La stagione in Italia
Nell'estate del 1988 fu acquistato dalla Roma per 3 miliardi di lire, lasciando la Serie A dopo una stagione. Giunto a Roma insieme al connazionale Andrade, in Coppa Italia segnò 3 gol in 5 gare al primo turno. Da quel momento segnò solo un'altra volta, in Coppa UEFA contro il Norimberga il 12 ottobre 1988, partita nella quale venne poi espulso. Non confermò le aspettative e a giugno tornò in Brasile, dopo aver giocato nel campionato italiano 23 gare senza essere mai andato a segno.
La permanenza alla Roma fu influenzata negativamente dalla vita dissoluta fuori dal campo: ricordato come un playboy, passava le serate divertendosi in discoteca e il suo rendimento in campo ne risentì. In aggiunta tenne un comportamento arrogante con i compagni di squadra, in particolare con Giuseppe Giannini e Daniele Massaro (accusati di boicottarlo) e fu critico con il presidente Dino Viola, accusato di non difenderlo abbastanza.

##### Secondo periodo in Brasile
Tornato al Flamengo, fece in tempo a vincere un altro trofeo, la Coppa del Brasile nel 1990. Dopo aver vestito le maglie di Botafogo, Cruzeiro e Atlético Mineiro approdò al Fluminense. La sua fama è legata anche ad un bizzarro gol realizzato con un colpo di pancia durante la finale del Campionato Carioca del 1995 contro il Flamengo, che in quell'anno celebrava il centenario della fondazione. Grazie al suo gol nel sentito derby la popolarità di Portaluppi aumentò notevolmente. Il Fluminense vinse il campionato carioca e in seguito avrebbe raggiunto la semifinale del campionato brasiliano.

#### Nazionale
Conta 41 presenze e 5 reti nella Nazionale brasiliana. Partecipò al campionato del mondo 1990.

### Allenatore
È allenatore dal 2000: fino al 5 maggio 2001 allenò il Madureira. In seguito fu l'allenatore del Fluminense a due riprese, dal 2 settembre 2002 all'11 luglio 2003 e dal 1º ottobre al 28 dicembre 2003. Dal 18 luglio 2005 al 12 aprile 2007 ha guidato il Vasco da Gama.
Dal 24 aprile 2007 al 10 agosto 2008 allenò nuovamente il Fluminense, con cui vinse la Coppa del Brasile, primo titolo della sua carriera da allenatore, il 6 giugno 2007. Nell'edizione 2008 della Coppa Libertadores condusse il Fluminense in finale, dove la squadra fu battuta dalla LDU Quito. Nell'agosto seguente fu esonerato dopo una serie di risultati negativi, culminati nella sorprendente sconfitta contro l'Ipatinga.
Il 18 settembre 2008 è chiamato di nuovo alla guida del Vasco da Gama, ma la squadra retrocede in Série B.(7 dicembre 2008). Il 21 luglio 2009 è tornato per la seconda volta sulla panchina del Fluminense al posto di Carlos Alberto Parreira, esonerato dopo 5 sconfitte consecutive (30 agosto). Il 13 dicembre 2009 ha allenato il Bahia per poi passare il 10 agosto al Gremio. Il 5 luglio 2011 è ufficialmente il nuovo tecnico dell'Atletico Paranaense. Nel 2013 allena il nuovamente il Grêmio.
Nel 2014 guida per la quarta volta il Fluminense venendo esonerato il 2 aprile 2014.
Il 29 novembre 2017 conquista la Coppa Libertadores alla guida del Grêmio, battendo in finale gli argentini del Lanús (1-0 e 1-2). Oltre alla Libertadores nei quattro anni al Gremio vince due volte il Campionato Gaúcho, una Coppa del Brasile e una Recopa Sudamericana.
Il 10 luglio 2021 viene annunciato come nuovo allenatore del Flamengo, in quel momento dodicesimo in campionato, al posto di Rogério Ceni. A novembre sfiora la conquista della seconda Coppa Libertadores da allenatore, perdendo in finale contro i connazionali e campioni uscenti del Palmeiras. A fine dicembre verrà sostituito da Paulo Sousa. Ritorna per due anni al Gremio e nel 2025 guida nuovamente il Fluminense; alla Coppa del mondo per club FIFA colleziona un secondo posto nel girone e, dopo aver eliminato Inter e Al-Hilal, approda in semifinale contro il Chelsea (da unica squadra non europea).

## Statistiche

### Cronologia presenze e reti in nazionale
| Cronologia completa delle presenze e delle reti in nazionale ― Brasile | Cronologia completa delle presenze e delle reti in nazionale ― Brasile | Cronologia completa delle presenze e delle reti in nazionale ― Brasile | Cronologia completa delle presenze e delle reti in nazionale ― Brasile | Cronologia completa delle presenze e delle reti in nazionale ― Brasile | Cronologia completa delle presenze e delle reti in nazionale ― Brasile | Cronologia completa delle presenze e delle reti in nazionale ― Brasile | Cronologia completa delle presenze e delle reti in nazionale ― Brasile |
| Data                                                                   | Città                                                                  | In casa                                                                | Risultato                                                              | Ospiti                                                                 | Competizione                                                           | Reti                                                                   | Note                                                                   |
| ---------------------------------------------------------------------- | ---------------------------------------------------------------------- | ---------------------------------------------------------------------- | ---------------------------------------------------------------------- | ---------------------------------------------------------------------- | ---------------------------------------------------------------------- | ---------------------------------------------------------------------- | ---------------------------------------------------------------------- |
| 1-9-1983                                                               | Goiânia                                                                | Brasile                                                                | 5 – 0                                                                  | Ecuador                                                                | Coppa America 1983 - 1º turno                                          | 1                                                                      |                                                                        |
| 14-9-1983                                                              | Rio de Janeiro                                                         | Brasile                                                                | 0 – 0                                                                  | Argentina                                                              | Coppa America 1983 - 1º turno                                          | -                                                                      |                                                                        |
| 13-10-1983                                                             | Asunción                                                               | Paraguay                                                               | 1 – 1                                                                  | Brasile                                                                | Coppa America 1983 - Semifinale                                        | -                                                                      |                                                                        |
| 20-10-1983                                                             | Uberlândia                                                             | Brasile                                                                | 0 – 0                                                                  | Paraguay                                                               | Coppa America 1983 - Semifinale                                        | -                                                                      | Uscita                                                                 |
| 27-10-1983                                                             | Montevideo                                                             | Uruguay                                                                | 2 – 0                                                                  | Brasile                                                                | Coppa America 1983 - Finale                                            | -                                                                      |                                                                        |
| 4-11-1983                                                              | Salvador                                                               | Brasile                                                                | 1 – 1                                                                  | Uruguay                                                                | Coppa America 1983 - Finale                                            | -                                                                      | 77’                                                                    |
| 10-6-1984                                                              | Rio de Janeiro                                                         | Brasile                                                                | 0 – 2                                                                  | Inghilterra                                                            | Amichevole                                                             | -                                                                      |                                                                        |
| 17-6-1984                                                              | San Paolo                                                              | Brasile                                                                | 0 – 0                                                                  | Argentina                                                              | Amichevole                                                             | -                                                                      |                                                                        |
| 2-6-1985                                                               | Santa Cruz de la Sierra                                                | Bolivia                                                                | 0 – 2                                                                  | Brasile                                                                | Qual. Mondiali 1986                                                    | -                                                                      |                                                                        |
| 8-6-1985                                                               | Porto Alegre                                                           | Brasile                                                                | 3 – 1                                                                  | Cile                                                                   | Amichevole                                                             | -                                                                      |                                                                        |
| 16-6-1985                                                              | Asunción                                                               | Paraguay                                                               | 0 – 2                                                                  | Brasile                                                                | Qual. Mondiali 1986                                                    | -                                                                      | Ammonizione · Uscita                                                   |
| 23-6-1985                                                              | Rio de Janeiro                                                         | Brasile                                                                | 1 – 1                                                                  | Paraguay                                                               | Qual. Mondiali 1986                                                    | -                                                                      |                                                                        |
| 30-6-1985                                                              | San Paolo                                                              | Brasile                                                                | 1 – 1                                                                  | Bolivia                                                                | Qual. Mondiali 1986                                                    | -                                                                      |                                                                        |
| 16-3-1986                                                              | Budapest                                                               | Ungheria                                                               | 3 – 0                                                                  | Brasile                                                                | Amichevole                                                             | -                                                                      | Ammonizione                                                            |
| 1-4-1986                                                               | São Luís                                                               | Brasile                                                                | 4 – 0                                                                  | Perù                                                                   | Amichevole                                                             | -                                                                      | 46’                                                                    |
| 30-4-1986                                                              | Recife                                                                 | Brasile                                                                | 4 – 2                                                                  | Jugoslavia                                                             | Amichevole                                                             | -                                                                      | 59’                                                                    |
| 21-6-1989                                                              | Basilea                                                                | Svizzera                                                               | 1 – 0                                                                  | Brasile                                                                | Amichevole                                                             | -                                                                      |                                                                        |
| 3-7-1989                                                               | Salvador                                                               | Brasile                                                                | 0 – 0                                                                  | Perù                                                                   | Coppa America 1989 - 1º turno                                          | -                                                                      | 59’                                                                    |
| 7-7-1989                                                               | Salvador                                                               | Brasile                                                                | 0 – 0                                                                  | Colombia                                                               | Coppa America 1989 - 1º turno                                          | -                                                                      | 57’                                                                    |
| 9-7-1989                                                               | Recife                                                                 | Brasile                                                                | 2 – 0                                                                  | Paraguay                                                               | Coppa America 1989 - 1º turno                                          | -                                                                      | 78’                                                                    |
| 12-7-1989                                                              | Rio de Janeiro                                                         | Brasile                                                                | 2 – 0                                                                  | Argentina                                                              | Coppa America 1989 - 2º turno                                          | -                                                                      | 75’                                                                    |
| 14-7-1989                                                              | Rio de Janeiro                                                         | Brasile                                                                | 3 – 0                                                                  | Paraguay                                                               | Coppa America 1989 - 2º turno                                          | -                                                                      | 68’                                                                    |
| 23-7-1989                                                              | Rio de Janeiro                                                         | Brasile                                                                | 1 – 0                                                                  | Giappone                                                               | Amichevole                                                             | -                                                                      | 63’                                                                    |
| 24-6-1990                                                              | Torino                                                                 | Brasile                                                                | 0 – 1                                                                  | Argentina                                                              | Mondiali 1990 - Ottavi di finale                                       | -                                                                      | 84’                                                                    |
| 27-3-1991                                                              | Buenos Aires                                                           | Argentina                                                              | 3 – 3                                                                  | Brasile                                                                | Amichevole                                                             | 1                                                                      |                                                                        |
| 27-6-1991                                                              | Curitiba                                                               | Brasile                                                                | 1 – 1                                                                  | Argentina                                                              | Amichevole                                                             | -                                                                      | 74’                                                                    |
| 9-7-1991                                                               | Viña del Mar                                                           | Brasile                                                                | 2 – 1                                                                  | Bolivia                                                                | Coppa America 1991 - 1º turno                                          | -                                                                      |                                                                        |
| 11-7-1991                                                              | Viña del Mar                                                           | Uruguay                                                                | 1 – 1                                                                  | Brasile                                                                | Coppa America 1991 - 1º turno                                          | -                                                                      |                                                                        |
| 13-7-1991                                                              | Viña del Mar                                                           | Colombia                                                               | 2 – 0                                                                  | Brasile                                                                | Coppa America 1991 - 1º turno                                          | -                                                                      | Ammonizione                                                            |
| 17-7-1991                                                              | Santiago del Cile                                                      | Argentina                                                              | 3 – 2                                                                  | Brasile                                                                | Coppa America 1991 - 2º turno                                          | -                                                                      | 46’                                                                    |
| 19-7-1991                                                              | Santiago del Cile                                                      | Brasile                                                                | 2 – 0                                                                  | Colombia                                                               | Coppa America 1991 - 2º turno                                          | 1                                                                      |                                                                        |
| 21-7-1991                                                              | Santiago del Cile                                                      | Cile                                                                   | 0 – 2                                                                  | Brasile                                                                | Coppa America 1991 - 2º turno                                          | -                                                                      | 72’                                                                    |
| 30-10-1991                                                             | Varginha                                                               | Brasile                                                                | 3 – 1                                                                  | Jugoslavia                                                             | Amichevole                                                             | -                                                                      | 60’                                                                    |
| 15-4-1992                                                              | Cuiabá                                                                 | Brasile                                                                | 3 – 1                                                                  | Finlandia                                                              | Amichevole                                                             | -                                                                      | Ingresso                                                               |
| 30-4-1992                                                              | Montevideo                                                             | Uruguay                                                                | 1 – 0                                                                  | Brasile                                                                | Amichevole                                                             | -                                                                      | Uscita                                                                 |
| 17-5-1992                                                              | Londra                                                                 | Inghilterra                                                            | 1 – 1                                                                  | Brasile                                                                | Amichevole                                                             | -                                                                      | 78’                                                                    |
| 31-7-1992                                                              | Los Angeles                                                            | Brasile                                                                | 5 – 0                                                                  | Messico                                                                | Amichevole                                                             | 1                                                                      | 63’                                                                    |
| 2-8-1992                                                               | San Diego                                                              | Stati Uniti                                                            | 0 – 1                                                                  | Brasile                                                                | Amichevole                                                             | -                                                                      | 67’                                                                    |
| 23-9-1992                                                              | Paranavaí                                                              | Brasile                                                                | 4 – 2                                                                  | Costa Rica                                                             | Amichevole                                                             | 1                                                                      | 81’                                                                    |
| 16-12-1992                                                             | Porto Alegre                                                           | Brasile                                                                | 3 – 1                                                                  | Germania                                                               | Amichevole                                                             | -                                                                      | 68’                                                                    |
| 16-12-1993                                                             | Guadalajara                                                            | Messico                                                                | 0 – 1                                                                  | Brasile                                                                | Amichevole                                                             | -                                                                      | 80’                                                                    |
| Totale                                                                 |                                                                        | Presenze                                                               | 41                                                                     |                                                                        | Reti                                                                   | 5                                                                      |                                                                        |

### Statistiche da allenatore

#### Club
Statistiche aggiornate al 8 luglio 2025; in grassetto le competizioni vinte.
| Stagione             | Squadra              | Campionato           | Campionato | Campionato | Campionato | Campionato | Coppe nazionali | Coppe nazionali | Coppe nazionali | Coppe nazionali | Coppe nazionali | Coppe continentali | Coppe continentali | Coppe continentali | Coppe continentali | Coppe continentali | Altre coppe | Altre coppe | Altre coppe | Altre coppe | Altre coppe | Totale | Totale | Totale | Totale | % Vittorie | Piazzamento      |
| Stagione             | Squadra              | Comp                 | G          | V          | N          | P          | Comp            | G               | V               | N               | P               | Comp               | G                  | V                  | N                  | P                  | Comp        | G           | V           | N           | P           | G      | V      | N      | P      | %          | Piazzamento      |
| -------------------- | -------------------- | -------------------- | ---------- | ---------- | ---------- | ---------- | --------------- | --------------- | --------------- | --------------- | --------------- | ------------------ | ------------------ | ------------------ | ------------------ | ------------------ | ----------- | ----------- | ----------- | ----------- | ----------- | ------ | ------ | ------ | ------ | ---------- | ---------------- |
| 1996                 | Fluminense           | A                    | 7          | 3          | 0          | 4          | -               | -               | -               | -               | -               | CON                | 2                  | 0                  | 1                  | 1                  | -           | -           | -           | -           | -           | 9      | 3      | 1      | 5      | 33,33      | Interim          |
| 2001                 | Madureira            | RJ                   | 16         | 5          | 2          | 9          | -               | -               | -               | -               | -               | -                  | -                  | -                  | -                  | -                  | -           | -           | -           | -           | -           | 16     | 5      | 2      | 9      | 31,25      | 7°               |
| 2002                 | Fluminense           | A                    | 22         | 12         | 2          | 8          | -               | -               | -               | -               | -               | -                  | -                  | -                  | -                  | -                  | -           | -           | -           | -           | -           | 22     | 12     | 2      | 8      | 54,55      | Sub. 3°          |
| 2003                 | Fluminense           | RJ+A                 | 15+30      | 6+11       | 6+7        | 3+12       | CB              | 6               | 3               | 1               | 2               | -                  | -                  | -                  | -                  | -                  | -           | -           | -           | -           | -           | 51     | 20     | 14     | 17     | 39,22      | Eson. Sub. 19°   |
| 2005                 | Vasco da Gama        | A                    | 31         | 13         | 8          | 10         | -               | -               | -               | -               | -               | -                  | -                  | -                  | -                  | -                  | -           | -           | -           | -           | -           | 31     | 13     | 8      | 10     | 41,94      | Sub. 12°         |
| 2006                 | Vasco da Gama        | RJ+A                 | 11+38      | 4+15       | 4+14       | 3+9        | CB              | 12              | 6               | 4               | 2               | CS                 | 2                  | 0                  | 0                  | 2                  | -           | -           | -           | -           | -           | 63     | 25     | 22     | 16     | 39,68      | 6°               |
| 2007                 | Vasco da Gama        | RJ                   | 13         | 6          | 4          | 3          | CB              | 4               | 2               | 1               | 1               | -                  | -                  | -                  | -                  | -                  | -           | -           | -           | -           | -           | 17     | 8      | 5      | 4      | 47,06      | 4°               |
| 2007                 | Fluminense           | A                    | 38         | 16         | 13         | 9          | CB              | 6               | 3               | 3               | 0               | -                  | -                  | -                  | -                  | -                  | -           | -           | -           | -           | -           | 44     | 19     | 16     | 9      | 43,18      | 4°               |
| 2008                 | Fluminense           | RJ+A                 | 18+19      | 11+4       | 4+4        | 3+11       | -               | -               | -               | -               | -               | CL                 | 14                 | 9                  | 2                  | 3                  | -           | -           | -           | -           | -           | 51     | 24     | 10     | 17     | 47,06      | Eson.            |
| 2008                 | Vasco da Gama        | A                    | 13         | 4          | 2          | 7          | -               | -               | -               | -               | -               | -                  | -                  | -                  | -                  | -                  | -           | -           | -           | -           | -           | 13     | 4      | 2      | 7      | 30,77      | Sub. 18° (retr.) |
| Totale Vasco da Gama | Totale Vasco da Gama | Totale Vasco da Gama | 106        | 42         | 32         | 32         |                 | 16              | 8               | 5               | 3               |                    | 2                  | 0                  | 0                  | 2                  |             | -           | -           | -           | -           | 124    | 50     | 37     | 37     | 40,32      |                  |
| 2009                 | Fluminense           | A                    | 10         | 1          | 3          | 6          | -               | -               | -               | -               | -               | CS                 | 2                  | 0                  | 2                  | 0                  | -           | -           | -           | -           | -           | 12     | 1      | 5      | 6      | &8,33      | Sub. eson.       |
| 2010                 | Bahia                | Bai+B                | 22+13      | 13+7       | 6+2        | 3+4        | CB+CN           | 3+11            | 2+5             | 0+2             | 1+4             | -                  | -                  | -                  | -                  | -                  | -           | -           | -           | -           | -           | 49     | 27     | 10     | 12     | 55,10      | Risoluz.         |
| 2010                 | Grêmio               | A                    | 25         | 15         | 6          | 4          | -               | -               | -               | -               | -               | CS                 | 1                  | 0                  | 0                  | 1                  | -           | -           | -           | -           | -           | 26     | 15     | 6      | 5      | 57,69      | Sub. 4°          |
| 2011                 | Grêmio               | G+A                  | 23+7       | 13+2       | 6+2        | 4+3        | -               | -               | -               | -               | -               | CL                 | 10                 | 4                  | 2                  | 4                  | -           | -           | -           | -           | -           | 40     | 19     | 10     | 11     | 47,50      | Eson.            |
| 2011                 | Athl. Paranaense     | A                    | 13         | 4          | 5          | 4          | -               | -               | -               | -               | -               | CS                 | 2                  | 0                  | 0                  | 2                  | -           | -           | -           | -           | -           | 15     | 4      | 5      | 6      | 26,67      | Sub. eson.       |
| 2013                 | Grêmio               | A                    | 33         | 16         | 9          | 8          | CB              | 6               | 1               | 3               | 2               | -                  | -                  | -                  | -                  | -                  | -           | -           | -           | -           | -           | 39     | 17     | 12     | 10     | 43,59      | Sub. 2°          |
| 2014                 | Fluminense           | RJ                   | 17         | 9          | 5          | 3          | CB              | 1               | 0               | 0               | 1               | -                  | -                  | -                  | -                  | -                  | -           | -           | -           | -           | -           | 18     | 9      | 5      | 4      | 50,00      | Eson.            |
| 2016                 | Grêmio               | A                    | 11         | 4          | 4          | 3          | CB              | 7               | 3               | 3               | 1               | -                  | -                  | -                  | -                  | -                  | -           | -           | -           | -           | -           | 18     | 7      | 7      | 4      | 38,89      | Sub. 9°          |
| 2017                 | Grêmio               | G+A                  | 15+38      | 6+18       | 7+8        | 2+12       | CB              | 6               | 5               | 0               | 1               | CL                 | 14                 | 10                 | 2                  | 2                  | PL+Cmc      | 4+2         | 1+1         | 1+0         | 2+1         | 79     | 41     | 18     | 20     | 51,90      | 4°               |
| 2018                 | Grêmio               | G+A                  | 17+38      | 9+18       | 2+12       | 6+8        | CB              | 4               | 2               | 1               | 1               | CL                 | 12                 | 8                  | 2                  | 2                  | RS          | 2           | 0           | 2           | 0           | 73     | 37     | 19     | 17     | 50,68      | 4°               |
| 2019                 | Grêmio               | G+A                  | 17+38      | 11+19      | 6+8        | 0+11       | CB              | 6               | 3               | 2               | 1               | CL                 | 12                 | 6                  | 2                  | 4                  | RG          | 1           | 1           | 0           | 0           | 74     | 40     | 18     | 16     | 54,05      | 4°               |
| 2020-2021            | Grêmio               | G+A                  | 17+38      | 11+14      | 2+17       | 4+7        | CB              | 8               | 5               | 1               | 2               | CL                 | 10                 | 5                  | 3                  | 2                  | RG          | 1           | 0           | 1           | 0           | 74     | 35     | 24     | 15     | 47,30      | 6°               |
| 2021                 | Grêmio               | G                    | 8          | 5          | 2          | 1          | -               | -               | -               | -               | -               | CL                 | 4                  | 2                  | 0                  | 2                  | -           | -           | -           | -           | -           | 12     | 7      | 2      | 3      | 58,33      | Dimis.           |
| 2021                 | Flamengo             | A                    | 25         | 15         | 7          | 3          | CB              | 6               | 4               | 1               | 1               | CL                 | 7                  | 6                  | 0                  | 1                  | -           | -           | -           | -           | -           | 38     | 25     | 8      | 5      | 65,79      | Sub. 2°          |
| 2022                 | Grêmio               | B                    | 10         | 5          | 3          | 2          | -               | -               | -               | -               | -               | -                  | -                  | -                  | -                  | -                  | -           | -           | -           | -           | -           | 10     | 5      | 3      | 2      | 50,00      | Sub. 2° (prom.)  |
| 2023                 | Grêmio               | G+A                  | 15+38      | 11+21      | 3+5        | 1+12       | CB              | 10              | 4               | 4               | 2               | -                  | -                  | -                  | -                  | -                  | RG          | 1           | 1           | 0           | 0           | 64     | 37     | 12     | 15     | 57,81      | 2°               |
| 2024                 | Grêmio               | G+A                  | 16+38      | 11+12      | 3+9        | 2+17       | CB              | 4               | 1               | 3               | 0               | CL                 | 8                  | 4                  | 1                  | 3                  | RG          | 1           | 0           | 0           | 1           | 67     | 28     | 16     | 23     | 41,79      | 14°              |
| Totale Gremio        | Totale Gremio        | Totale Gremio        | 442        | 221        | 114        | 107        |                 | 51              | 24              | 17              | 10              |                    | 71                 | 39                 | 12                 | 20                 |             | 12          | 4           | 4           | 4           | 576    | 288    | 147    | 141    | 50,00      |                  |
| 2025                 | Fluminense           | A                    | 10         | 6          | 2          | 2          | CB              | 2               | 2               | 0               | 0               | CS                 | 4                  | 3                  | 0                  | 1                  | Cmc         | 6           | 3           | 2           | 1           | 22     | 14     | 4      | 4      | 63,64      | Sub. in corso    |
| Totale Fluminense    | Totale Fluminense    | Totale Fluminense    | 186        | 79         | 46         | 61         |                 | 15              | 8               | 4               | 3               |                    | 22                 | 12                 | 5                  | 5                  |             | 6           | 3           | 2           | 1           | 229    | 102    | 57     | 70     | 44,54      |                  |
| Totale carriera      | Totale carriera      | Totale carriera      | 823        | 386        | 214        | 223        |                 | 102             | 51              | 29              | 22              |                    | 104                | 57                 | 17                 | 30                 |             | 18          | 7           | 6           | 5           | 1 047  | 501    | 266    | 280    | 47,85      |                  |

## Palmarès

### Giocatore

#### Club

##### Competizioni statali
- Campionato Gaúcho: 2

Grêmio: 1985, 1986
- Campionato Carioca: 1

Fluminense: 1995

##### Competizioni nazionali
- Coppa del Brasile: 1

Flamengo: 1990

##### Competizioni internazionali
- Coppa Libertadores: 1

Grêmio: 1983
- Coppa Intercontinentale: 1

Grêmio: 1983
- Supercoppa Sudamericana: 1

Cruzeiro: 1992

#### Nazionale
- Coppa America: 1

Brasile 1989

#### Individuale
- Miglior giocatore della Coppa Intercontinentale: 1

1983
- Bola de Ouro: 1

1987
- Bola de Prata: 5

1984, 1987, 1990, 1992, 1995
- Equipo Ideal de América: 1

1992

### Allenatore

#### Competizioni statali
- Campionato Gaúcho: 5

Grêmio: 2018, 2019, 2020, 2023, 2024
- Recopa Gaúcha: 2

Grêmio: 2019, 2023

#### Competizioni nazionali
- Coppa del Brasile: 2

Fluminense: 2007
Grêmio: 2016

#### Competizioni internazionali
- Coppa Libertadores: 1

Grêmio: 2017
- Recopa Sudamericana: 1

Grêmio: 2018